# Петропавловское сельское поселение (Октябрьский район)
Петропавловское се́льское поселе́ние — муниципальное образование в Октябрьском районе Пермского края Российской Федерации.
Административный центр — село Петропавловск.

## История
Статус и границы сельского поселения установлены Законом Пермской области от 9 декабря 2004 года № 1886-411 «Об утверждении границ и о наделении статусом муниципальных образований Октябрьского района Пермского края»

## Население
| 2010 | 2012 | 2013 | 2014 | 2015 | 2016 | 2017 |
| ---- | ---- | ---- | ---- | ---- | ---- | ---- |
| 883  | ↘848 | ↘801 | ↘776 | ↘767 | ↘732 | ↘714 |
| 2018 | 2019 |      |      |      |      |      |
| ↘690 | ↘674 |      |      |      |      |      |

## Состав сельского поселения
| № | Населённый пункт | Тип населённого пункта       | Население |
| - | ---------------- | ---------------------------- | --------- |
| 1 | Адилева          | деревня                      | 320       |
| 2 | Гольцево         | деревня                      | 34        |
| 3 | Петропавловск    | село, административный центр | 247       |
| 4 | Седяш            | деревня                      | 282       |